# Kena (fiume)
La Kena (in russo Кена?) è un fiume della Russia europea, affluente di sinistra dell'Onega. Scorre nell'Oblast' di Arcangelo, nel rajon Pleseckij.

## Descrizione
Il fiume proviene dal lago Kenozero, sul territorio del Parco nazionale Kenozerskij, e scorre in direzione orientale. L'altezza della sorgente è di 85 m sul livello del mare, l'altezza della foce è di 77 m sul livello del mare. Sfocia nell'Onega a 310 km dalla foce, presso il villaggio di Run'evskaja. Ha una lunghezza di 39 km, il suo bacino è di 8 120 km². Lungo il suo corso si trova il villaggio di Korjakino.
Il suo maggior affluente è la Čur'ega (lunga 106 km) proveniente dalla destra idrografica.